# Escut del Brull

Escut oficial del Brull

L'escut oficial del Brull té el següent blasonament:
Escut caironat: d'argent, un griu de sable lampassat i armat de gules. Per timbre una corona mural de poble.

## Història
Va ser aprovat el 29 de gener del 1987 i publicat en el DOGC el 6 de març del mateix any amb el número 812.
El griu de sable sobre camper d'argent són les armes dels Desbrull, senyors del castell del Brull.